# ریکو شینتانی
ریکو Shintani (انگلیسی: Ryōko Shintani; ۳۱ مارس ۱۹۸۱ – ) خواننده، صداپیشه، و بازیگر اهل ژاپن بود. وی از سال ۲۰۰۱ میلادی تاکنون مشغول فعالیت بوده‌است.